# Betatron

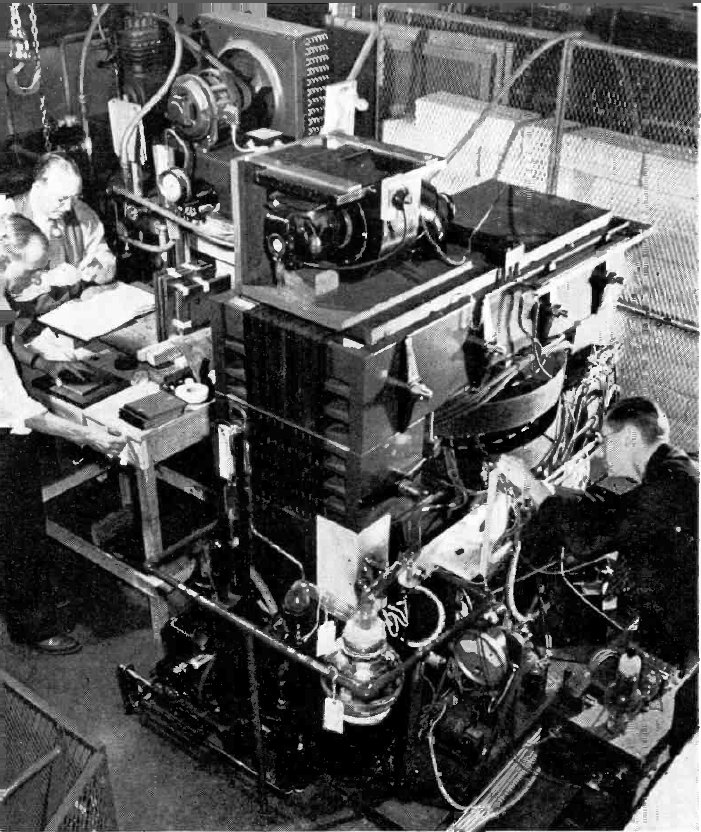
Wczesny betatron skonstruowany na Uniwersytecie w Illinois

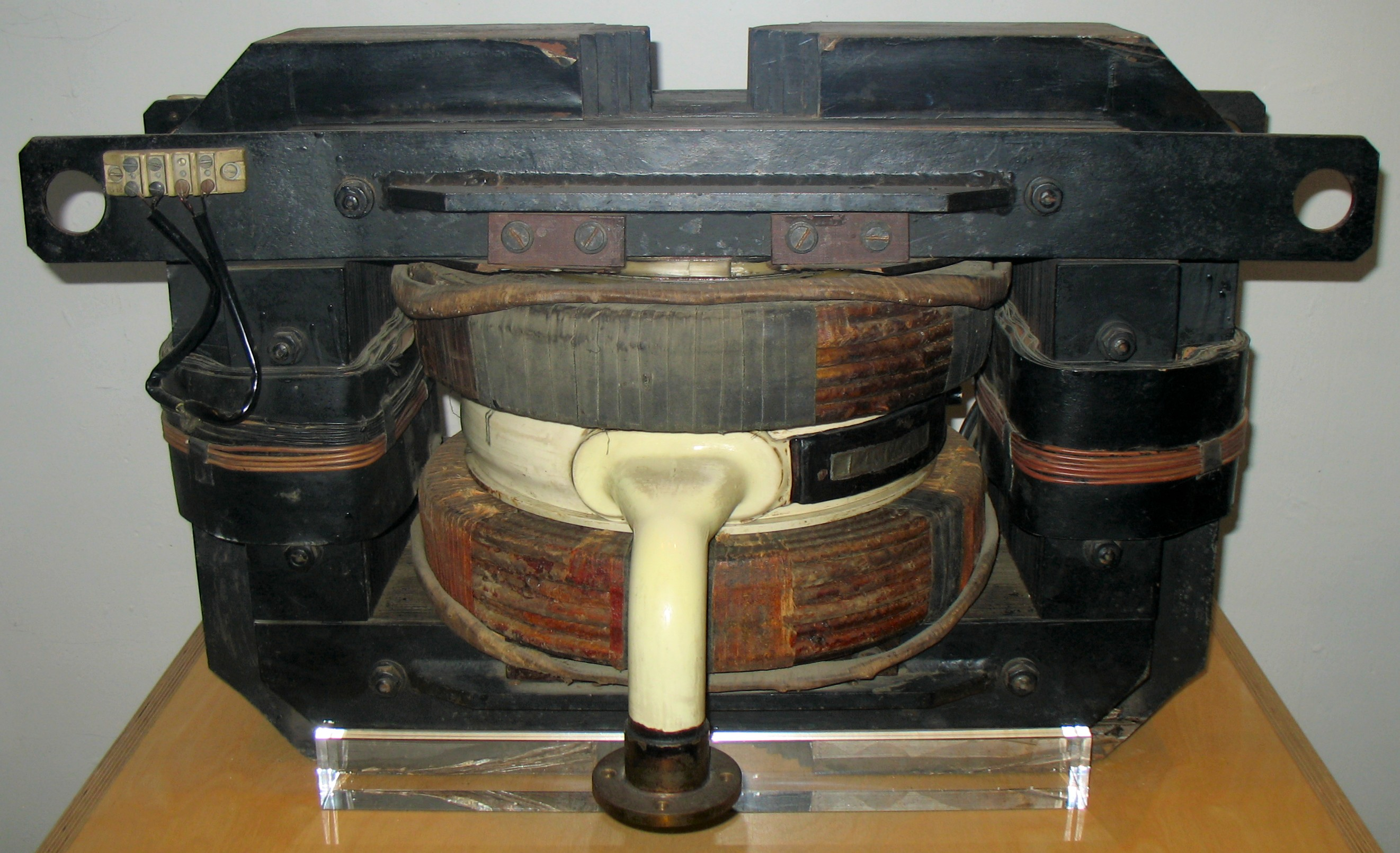
Niemiecki betatron o mocy 6 MeV (1942)

Betatron – akcelerator indukcyjny, rodzaj akceleratora cyklicznego, służący do przyspieszania elektronów.

## Historia
Pierwszy betatron zbudował Donald William Kerst w 1940 roku – składał się z pierścieniowej komory próżniowej umieszczonej między nabiegunnikami elektromagnesu
Budowę pierwszego betatronu o całkowicie polskiej konstrukcji rozpoczęto w 1958 roku w pracowni betatronowej przy Zakładzie Radiologii Przemysłowej Instytutu Elektrotechniki w Warszawie. Dokonał tego zespół pod kierownictwem dr Stefana Nowickiego oraz inżynierów Józefa Janiczka, Roberta Kiełszni oraz Krzysztofa Wiśniewskiego. W 1962 roku urządzenie rozpoczęło pracę w Instytucie Badań Jądrowych w Świerku.

## Budowa i działanie
Elektromagnes zasilany jest ze źródła prądu zmiennego. W momencie gdy pole magnetyczne ma małe natężenie do komory wstrzykiwane są wstępnie przyspieszone elektrony, których tor jest zakrzywiany przez pole magnetyczne. W komorze zostają tylko te elektrony które mają prędkość o takiej wartości, że promień ich obiegu jest równy promieniowi komory. Pole magnetyczne wzrasta, w wyniku zjawiska indukcji elektromagnetycznej wzrastające pole wytwarza wirowe pole elektryczne, które przyspiesza elektrony. Jednocześnie rosnące pole magnetyczne utrzymuje elektrony poruszające się z coraz większą prędkością na orbicie o powoli rosnącym promieniu.
Gdy pole magnetyczne dochodzi do maksymalnej wartości, dodatkowy impuls kieruje elektrony na zewnątrz lub do wewnątrz gdzie umieszczony jest wylot lub tarcza. W czasie cyklu przyspieszania elektrony wykonują w akceleratorze setki tysięcy obiegów.
Opisany cykl obejmuje mniej niż 1/4 okresu sinusoidalnie zmiennego napięcia zasilania. W pozostałej części cyklu elektrony nie są przyspieszane. Cykle powtarzają się w takt zmiany prądu zasilającego cewkę elektromagnesu.
Warunkiem utrzymania elektronu na orbicie stabilnej (mieszczącej się w komorze) jest odpowiednie ukształtowanie pola magnetycznego tak by natężenie pola malało przy wzroście promienia. Pole magnetyczne musi spełniać warunek:
{\displaystyle \theta _{0}=2\pi r_{0}^{2}H_{0},}
gdzie {\displaystyle \theta _{0}} strumień pola magnetycznego przechodzącego przez powierzchnię ograniczoną orbitą o promieniu {\displaystyle r_{0},} {\displaystyle H_{0}} natężenie pola magnetycznego na promieniu {\displaystyle r_{0}.}
Warunek ten uzyskuje się poprzez odpowiednie ukształtowanie biegunów magnesu, stosowanie materiałów magnetycznych o większej przenikalności magnetycznej bliżej środka komory.
Uzyskiwanie energii przez elektrony w betatronach ogranicza promieniowanie elektronów, gdyż krążą po orbitach kołowych. Przy dużych prędkościach wypromieniowanie narasta i powoduje wytrącenie elektronów z orbity stabilnej. By zmniejszyć promieniowanie, które jest proporcjonalne do przyspieszenia (tu dośrodkowego) buduje się betatrony o większej średnicy. Przyspieszając cząstki do prędkości porównywalnych z prędkością światła w próżni napotyka się wówczas na problem relatywistyczego wzrostu masy przyspieszanej cząstki, który też sprawia, że przyspieszane cząstki wypadają z akceleratora.
Maksymalne uzyskiwane energie sięgają 300 MeV.

## Zastosowanie
Betatron używany jest w przemyśle jako źródło cząstek lub źródło promieniowania beta oraz gamma. Wykorzystywany jest jako źródło wysokoenergetycznych kwantów gamma dla celu defektoskopii przemysłowej. W medycynie wykorzystuje się go do terapii naświetlania promieniowaniem chorych organów.
W fizyce stanowi jedynie urządzenie dydaktyczne. W fizyce jądrowej został wyparty przez akceleratory umożliwiające uzyskanie wyższych energii cząstek szczególnie synchrotrony.

## Literatura dodatkowa
- Ryszard Szepke: 1000 słów o atomie i technice jądrowej. Wydawnictwo Ministerstwa Obrony Narodowej, 1982. ISBN 83-11-06723-6. (pol.). Brak numerów stron w książce